# Joyful!!
『Joyful!!』（ジョイフル）は宝塚歌劇団の舞台作品。雪組

公演。
作・演出は藤井大介。

## 公演期間と公演場所

### 2003年
ダンシング・レビュー『Joyful!!』。宝塚・東京は24場。
併演作品は『春麗の淡き光に』。
- 2003年1月1日 - 2月4日　宝塚大劇場
- 2003年3月28日 - 5月4日　東京宝塚劇場
- 2003年6月21日 - 7月13日　全国ツアー

大劇場では、雪組新トップコンビ朝海ひかる・舞風りらの大劇場お披露目公演。
全国ツアーの公演日程
- 6月21日・6月22日　イズミティ21（仙台市）
- 6月23日　名取市文化会館（宮城県）
- 6月25日　岩手県民会館
- 6月26日　二戸市民文化会館（岩手県）
- 6月28日　郡山市民文化センター（福島県）
- 6月29日　會津風雅堂（福島県）
- 7月1日・7月2日　新潟県民会館
- 7月4日　桐生市市民文化会館（群馬県）
- 7月5日　宇都宮市文化会館（栃木県）
- 7月6日　大宮ソニックシティ（さいたま市）
- 7月8日・7月9日　アクトシティ浜松（静岡県）
- 7月11日　川口総合文化センター（埼玉県）
- 7月12日・7月13日　市川市文化会館（千葉県）

### 2007年
ダンシング・レビュー『Joyful!!II』。
併演作品は『星影の人』。
- 2006年2月2日 - 2月25日　中日劇場
- 2006年9月15日 - 10月13日　全国ツアー

中日劇場では、雪組新トップコンビ水夏希・白羽ゆりのプレお披露目公演。
全国ツアーの公演日程
- 9月15日・16日・17日　梅田芸術劇場・メインホール
- 9月19日　前橋市民文化会館（群馬県）
- 9月20日　鴻巣市文化センター[クレアこうのす]（埼玉県）
- 9月22日　名取市文化会館（宮城県）
- 9月23日・24日　イズミティ21（宮城県）
- 9月26日　郡山市民文化センター（福島県）
- 9月27日　宇都宮市文化会館（栃木県）
- 9月29日・30日　新潟県民会館
- 10月1日　上越文化会館（新潟県）
- 10月3日　長野県県民文化会館
- 10月4日　まつもと市民芸術館（長野県）
- 10月6日　さいたま市文化センター（埼玉県）
- 10月7日・8日　市川市文化会館（千葉県）
- 10月10日　青森市文化会館（青森県）
- 10月12日・13日　北海道厚生年金会館

## スタッフ（2003年）
※氏名の後ろに「宝塚」、「東京」、「全国ツアー」の文字がなければ全公演共通。
- 作曲[1]・編曲[1]：高橋城、鞍富真一、宮原透、木川田新
- 編曲：小高根凡平（東京）[2]
- 音楽指揮：御﨑惠（宝塚・全国ツアー）[1]、清川知己（東京）[2]
- 振付[1]：羽山紀代美、御織ゆみ乃、若央りさ、ANJU、飯田聡子
- 装置：新宮有紀[1]
- 衣装：任田幾英[1]
- 照明：勝柴次朗[1]
- 音響：切江勝[1]
- 小道具：福原徹[1]
- 効果：大貫剛（宝塚・全国ツアー）[1]、切江勝（東京）[2]
- 歌唱指導：岡﨑亮子[1]
- 演出助手[1]：齋藤吉正、鈴木圭
- 音楽助手：青木朝子[1]
- 装置助手：國包洋子[1]
- 衣装補：河底美由紀[1]
- 舞台進行：森田智宏[1]
- 舞台美術製作：株式会社宝塚舞台[1]
- 演奏：宝塚歌劇オーケストラ（宝塚・全国ツアー）[1]
- 演奏コーディネート：新音楽協会（東京）[2]
- 制作：村上信夫（宝塚・全国ツアー）[1]、樫原幸英（東京）[2]

## 主な配役（2003年）

### 宝塚・東京
※下記のデータは宝塚・東京共通。
- ニューコンダクター、マエストーソ、スペシャル・フィンガー、血の化身、コムサ、プリンス・オブ・ミュージック、Joyful - 朝海ひかる[1]
- ジョイフル女S、ミューズ、アパシオナーダ、キューバン・ビーナス、ジョイフル女S、プリンセス・オブ・ミュージック、フィーネ女S - 舞風りら[1]
- ジョイフル男S、天才音楽家、ミュージシャン、ティグレ、キューバン・シンガー男、ジョイフル男S、フィーネ男S - 貴城けい[1]
- ジョイフル男A、フレット、レオパルド、クラッシュ、ジョイフル男A、フィーネ男A - 立樹遥[1]
- ジョイフル男A、フレット、カバーロ、クラッシュ、アルト、ジョイフル男A、フィーネ男A - 壮一帆[1]
- コンテッサ、レディ、ガータ、テナー、フィーネ女A - 白羽ゆり[1]
- ジョイフル男A、ホワイトキーA、オベージャ、クラッシュ、アルト、ジョイフル男A、フィーネ男A - 音月桂[1]

### 全国ツアー
- ニューコンダクター、マエストーソ、スペシャル・フィンガー、血の化身、コムサ、プリンス・オブ・ミュージック、Joyful - 朝海ひかる[3]
- ジョイフル女S、ミューズ、アパシオナーダ、キューバン・ビーナス、ジョイフル女S、プリンセス・オブ・ミュージック、フィーネ女S - 舞風りら[3]
- ジョイフル男S、天才音楽家、ミュージシャン、1弦の女、レオパルド、フォルテ男S、クラッシュ、キューバン・シンガー、フィーネ男S - 音月桂[3]
- ジョイフル女、コンテッサ、レディ、ガータ、キューバン・シンガー女、ジョイフル女、フィーネ女A - 白羽ゆり[3]